# Schinnen
Schinnen (phát âmⓘ) là một đô thị ở đông nam Hà Lan. 

## Các trung tâm dân cư
- Amstenrade
- Doenrade
- Oirsbeek
- Puth
- Schinnen
- Sweikhuizen